# Франко, Рафаэль
Рафаэль де ла Крус Франко Охеда (исп. Rafael de la Cruz Franco Ojeda; 22 октября 1896, Асунсьон — 16 сентября 1973, Асунсьон) — парагвайский политик, президент Парагвая в 1936–1937 годах. Пришёл к власти в результате военного переворота, известного как Февральская революция. Один из основателей социал-демократической Революционной фебреристской (февралистской) партии.

## Ранние годы и образование
Франко родился в Асунсьоне 22 октября 1896 года, в доме на пересечении улиц Чили и Аэдо. Он был сыном Федерико Франко и Марселины Охеда. Его отец был преподавателем математики в аграрной школе. После окончания начальной школы Рафаэль поступил в военное училище в 1915 году.

## Военная карьера
Первое назначение Франко в звании лейтенанта было в гарнизон Энкарнасьона, под командование полковника Педро Мендосы. 9 мая 1921 года Франко был назначен пехотным лейтенантом, а 13 августа того же года — командиром орудийного расчета со штаб-квартирой в Асунсьоне.
Вскоре Франко стал командиром пехотного полка № 5 под командованием генерала Эдувигиса Диаса в Баия-Негра. 13 августа 1924 года Франко получил звание капитана, а 10 февраля 1926 года он был назначен командиром роты курсантов военного училища. В ноябре 1926 года Франко стал командиром стрелкового полка № 2.
Военная карьера Франко пошла в гору в условиях Чакской войны, где он добился своих важнейших побед. В августе 1928 года Франко был назначен командиром авиационного училища. Позже он получил травму ноги в результате несчастного случая, упав с лошади во время выездки в военном училище. В Чакской войне он командовал дивизией Третьего корпуса, а затем стал директором военного училища Парагвая. В конце войны Франко принимал участие в Параде Победы в качестве командира Второго корпуса, и толпа на улицах столицы встречала его и его солдат единодушным одобрением. В 1933 году Франко был повышен до полковника. По его инициативе были построены форты Марискаль Лопес и Фалькон.

## Политическая карьера

### Президентство
Рафаэль Франко стал символом послевоенного урегулирования. Он был основателем и лидером Революционной февралистской (фебреристской) партии. Популярный среди националистов и в армии, Рафаэль Франко активно критиковал президента Эусебио Айялу в послевоенное время. Когда Франко был выслан по инициативе Айялы в Аргентину, сторонники Франко свергли правительство Айалы, и полковник Франко вернулся в Парагвай в качестве временного президента.

### Социальная политика
Правительство Франко провело ряд трудовых реформ. Оно установило 8-часовой рабочий день, сделало воскресенье обязательным выходным днём, ввело обязательные оплачиваемые отпуска и ограничило рабочую неделю до 48 часов. Заработную плату полагалось выплачивать деньгами, а не ваучерами. Другие меры признали право трудящихся на забастовку, а также права трудящихся женщин. Правительство провело первую аграрную реформу в Парагвае (5 мая 1936), распределив более 200 000 га земли среди 10 000 крестьянских семей и введя годичный мораторий на арендную плату.
Некоторые меры были направлены на расширение участия государства в экономике. 24 февраля 1936 года правительство создало Центральный банк Республики Парагвай, который взял на себя роль фондовой биржи, а также стал единственным каналом для внешней торговли. Рафаэль Франко предложил, чтобы государство участвовало в любой разведке нефти. Его правительство также установило фиксированную цену на определённые ключевые товары, такие как хлопок. Кроме того, государство реорганизовало торговый флот.
Правительство Франко обеспечило приём первых японских поселенцев в Парагвае, а также содействовало возвращению парагвайских военнопленных из Боливии. Архитектурные памятники, колониальное искусство и артефакты были объявлены частью национального наследия.

### Военная политика
Рафаэль Франко предпринял реструктуризацию и модернизацию вооружённых сил Парагвая и продал изношенное и устаревшее оружие. Его правительство стремилось приобрести 60 итальянских самолётов, чтобы страна была готова к любым угрозам со стороны соседей (в том числе Боливии). Заказы на эти самолёты были позже отозваны либеральным правительством. В результате лишь небольшое число самолётов пополнили парагвайские ВВС. Кроме того, правительство предоставило пенсии ветеранам.

### Изменения в национальной символике
Франко утверждал идеалы революции и национализма. Правительство заморозило строительство Собора Богоматери и создало в качестве национального кладбища Пантеон Героев. Правительство реабилитировало диктатора XIX века Франсиско Солано Лопеса, отменив указы, объявлявшие его вне закона, и признало его национальным героем. Останки Лопеса были извлечены из безымянной могилы в Серро-Кора и перезахоронены в Пантеоне.
1 марта (День Героев) был объявлен государственным праздником.

### Реорганизация государственных учреждений
Правительство Франко отменило Конституцию 1870 года и распустило парламент, созвав Национальное учредительное собрание для разработки новой Конституции.
Франко создал два новых министерства — общественного здравоохранения и сельского хозяйства. Он также курировал создание нескольких новых учреждений и органов, в том числе Национальной ассоциации коренных народов, Национального департамента труда, Федерации профсоюзов, Национального союза женщин, Комиссии труда, Комитета гражданской мобилизации, Национальной ассоциации бывших комбатантов и Национального революционного союза.
Рафаэль Франко создал два политических образования для поддержки инициатив правительства — Независимую национальную лигу и Революционный национальный союз, а правая Либеральная партия ушла в подполье.

### Политика в области образования
Правительство Франко отменило экзамены для национальных школ. Оно также учредило школу стоматологии, факультеты экономики и сельскохозяйственных наук и школу искусств и ремесел, а также открыло сотни школ и колледжей.

### Состав правительства
- Министр иностранных дел: д-р Хуан Стефанич
- Министр внутренних дел: д-р Гомес Фрейре Эстевес
- Военный и морской министр: Хуан Стефанич и полковник Аристидес Ривас Ортельядо
- Министр финансов: д-р Луис Фрейре Эстевес
- Министр юстиции, культуры и народного просвещения: Ансельмо Ховер Перальта
- Министр сельского хозяйства: д-р Бернардино Кабальеро
- Министр здравоохранения: д-р Педро Дуарте Ортельядо[1]

## Свержение и изгнание
В ответ на снятие Рафаэлем Франко парагвайских войск с передовых позиций в Чако правые устроили переворот 13 августа 1937 года, в результате которого свергли Франко и предложили президентство лидеру Либеральной партии Феликсу Пайве. Франко бежал в Уругвай. В 1946 году он вернулся на родину по амнистии, но вновь бежал в Уругвай по обвинению в заговоре. Из Уругвая Франко поддержал восстание 1947 года против президента Ихинио Мориньиго, но отрицал причастность к заговору 1956 года против Альфредо Стресснера, после которого был выслан из страны.

## Последние годы
Вернулся в Парагвай в 1957 году и до своей смерти в 1973 году был лидером партии фебреристов (февралистов).
Вернувшись в Парагвай, Франко работал, чтобы добыть средства к существованию. В один момент он был брокером недвижимости, продолжая находиться в умеренной оппозиции правительству Альфредо Стресснера через Февралистскую революционную партию, которая была легализована в 1964 году.
Здоровье Франко стало ухудшаться в конце 1970-х годов. В последние годы своей жизни он жил в маленькой комнате на улице Эррера. Оттуда он иногда шел в кафе, где встречался со старыми друзьями и товарищами. В сентябре 1973 года Франко поступил в больницу Американо в тяжелом состоянии. Здесь его посетил полковник Артуро Брей, с которым он враждовал в течение 30 лет.
Полковник Рафаэль Франко умер 16 сентября 1973 года. Один из самых больших венков возложил на его могилу Артуро Брей. Надпись на венке гласила: «Великому патриоту».